# دبليو. فرانك جيمس
دبليو. فرانك جيمس (بالإنجليزية: W. Frank James)‏ هو سياسي أمريكي، ولد في 23 مايو 1873 في موريستاون في الولايات المتحدة، وتوفي في 17 نوفمبر 1945 في مقاطعة أرلنغتون في الولايات المتحدة. حزبياً، نشط في الحزب الجمهوري. وقد انتخب عضو مجلس ولاية ميشيغان وانتخب عضو مجلس النواب الأمريكي.